# RhinoShield
RhinoShield est une entreprise spécialisée dans les accessoires de protection pour smartphones, tablettes et montres connectées.
Fondée en 2013. La marque s'est fait connaître grâce à ses coques robustes utilisant le matériau ShockSpread, un polymère breveté offrant une protection renforcée contre les chocs de la vie de tous les jours,,,,,.

## Communication
RhinoShield a adopté une stratégie de communication fortement axée sur le marketing d'influence, en collaborant avec divers créateurs de contenu pour promouvoir ses produits.
La marque mise sur une approche de communication décontractée, laissant une grande liberté aux influenceurs pour intégrer ses produits dans leur contenu publicitaire.
Ce modèle leur permet de toucher un public jeune et très concerné par la pop culture utilisée dans les designs des produits, tout en renforçant la visibilité de la marque à travers des collaborations,.